# Venedy (Illinois)
Venedy est un village situé au nord-ouest du comté de Washington dans l'Illinois, aux États-Unis,. Il est incorporé le 30 juillet 1894.

## Démographie
Lors du recensement de 2010, le village comptait une population de 138 habitants. Elle est estimée, en 2016, à 132 habitants.

### Source de la traduction
- (en) Cet article est partiellement ou en totalité issu de l’article de Wikipédia en anglais intitulé « Venedy, Illinois » (voir la liste des auteurs).